# Typhlotanoides rostralis
Typhlotanoides rostralis är en kräftdjursart som först beskrevs av Ludmila Tzareva 1982.  Typhlotanoides rostralis ingår i släktet Typhlotanoides och familjen Nototanaidae. Inga underarter finns listade i Catalogue of Life.